# Esterre
Esterre é uma comuna francesa na região administrativa de Occitânia, no departamento dos Altos Pirenéus. Estende-se por uma área de 1,74 km². Em 2010 a comuna tinha 199 habitantes (densidade: 114,4 hab./km²).